# Бюро авторських прав США

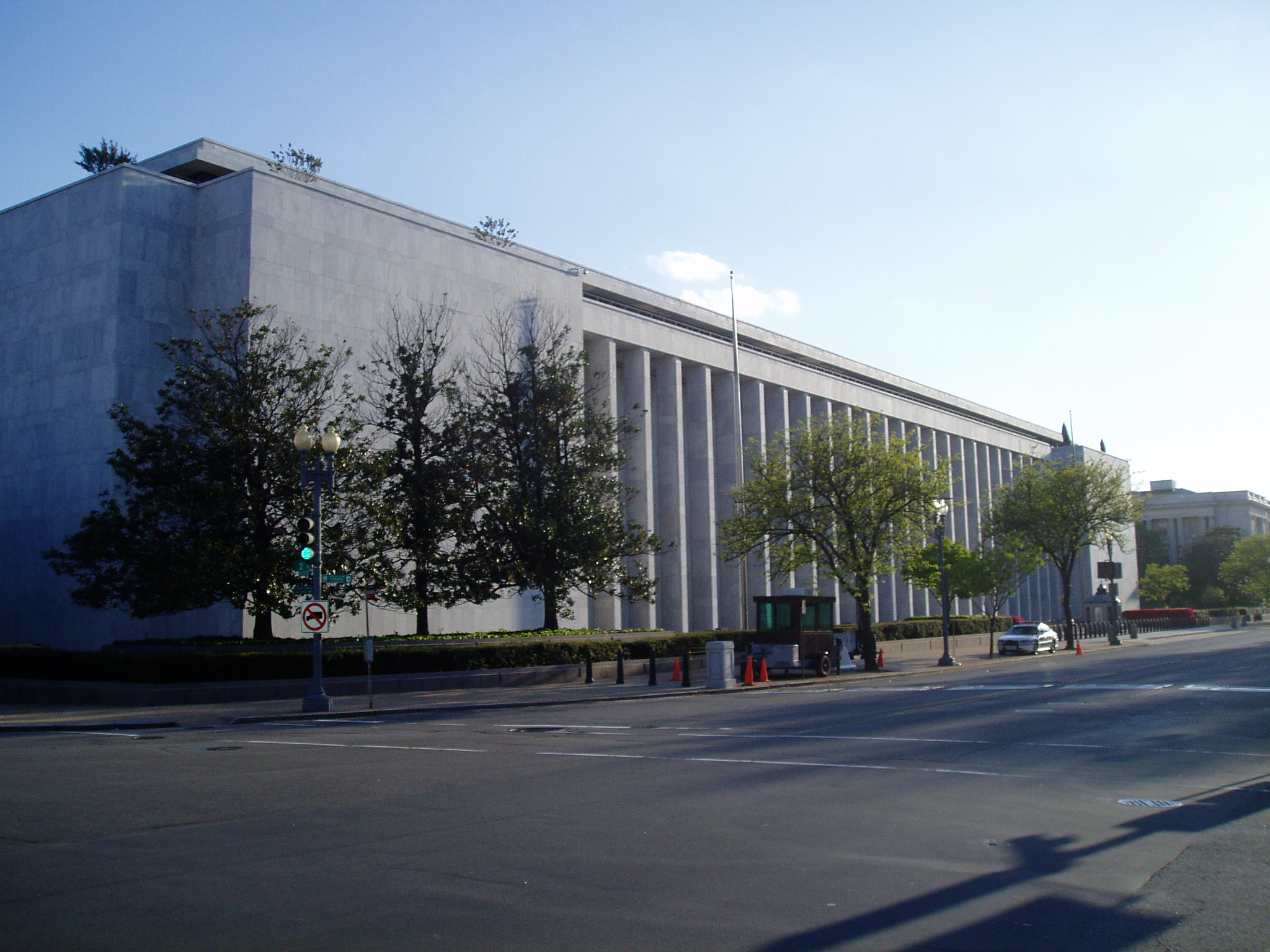
Будівля меморіалу Джеймса Медісона, в якій знаходиться бюро

Бюро авторських прав США (англ. United States Copyright Office) — структурна частина Бібліотеки Конгресу, урядовий орган Сполучених Штатів, який реєструє претензії щодо авторських прав, записує інформацію про власників авторських прав, надає інформацію громадськості та допомагає Конгресу та іншим органам влади з широкого кола питань, пов'язаних з авторським правом. Бюро веде онлайн записи про реєстрацію авторських прав і зареєстровані документи в каталозі авторських прав, яким користуються дослідники авторських прав, що намагаються простежити ланцюжок прав власності на твори, захищені авторським правом.
Бюро очолює реєстратор авторських прав. Шира Перлмуттер є 14-м і чинним реєстратором, починаючи з 26 жовтня 2020 року.
Бюро авторських прав США розташовано у меморіальній будівлі Джеймса Медісона Бібліотеки Конгресу США, за адресою 101 Independence Avenue SE, у Вашингтоні, округ Колумбія. Хоча воно відкрите для широкого загалу, для відвідування Бюро громадської інформації та читального залу публічних архівів авторського права необхідно попередньо домовлятися про зустріч.

## Історія
Конституція США передбачає створення системи розгалужених законів про авторське право у Сполучених Штатах. Перший федеральний закон про авторське право, Закон про авторське право 1790 року, був прийнятий 31 травня 1790 року і поширювався лише на книги, карти та схеми. Позови спочатку реєструвалися секретарями окружних судів США. 9 червня 1790 року окружний суд штату Пенсильванія зареєстрував перший твір — «Філадельфійський правопис» Джона Баррі.
У 1870 році функції авторського права були централізовані в Бібліотеці Конгресу під керівництвом тодішнього бібліотекаря конгресу — Ейнсворта Ренда Споффорда (Ainsworth Rand Spofford). У період з 1870 по 1897 рік бібліотекар конгресу також очолював Бюро авторського права. Бюро авторського права стало окремим Бюро Бібліотеки Конгресу 19 лютого 1897 року, а Торвальд Сольберг був призначений першим Реєстратором авторських прав 22 липня 1897 року.
Закон про авторське право 1909 року був підписаний президентом Теодором Рузвельтом 4 березня 1909 року, який розширив охорону на додаткові види творів.
У 1930-х роках Бюро з авторських прав переїхало з будівлі Томаса Джефферсона до нового приміщення в будівлю Джона Адамса, а в 1970-х роках воно знову переїхало до нинішнього приміщення в меморіальному будинку Джеймса Медісона.
19 жовтня 1976 року президент Джеральд Р. Форд підписав Закон про авторське право 1976 року, який набув чинності 1 січня 1978 року. Цей закон подовжив термін охорони авторського права і знову розширив види творів, які підпадають під федеральну охорону авторського права, і з поправками, внесеними з того часу, є чинним законом про авторське право.

## Функції
Місія Бюро з авторського права полягає у сприянні розвитку творчості шляхом адміністрування та підтримки ефективної національної системи авторського права. Хоча метою системи авторського права завжди було сприяння розвитку творчості в суспільстві, функції авторського відомства розширилися до наступних:

### Адміністрування Закону про авторське право
Бюро розглядає всі заявки та депозити, подані для реєстрації нових, оригінальних та поновлення старих авторських прав, щоб визначити їх прийнятність для реєстрації відповідно до положень закону про авторське право. Бюро також реєструє документи, пов'язані з авторським правом. Однак Закон про авторське право 1976 року зробив реєстрацію значною мірою необов'язковою для володіння авторським правом. Відповідно до Закону 1976 року, федеральне авторське право вимагає лише фіксації оригінального авторського твору на матеріальному носії. Поновлення не є обов'язковим, і власник авторських прав може зареєструватися в будь-який час. Закон 1976 року робить реєстрацію (або відмову в реєстрації) обов'язковою умовою для подання позову про порушення авторських прав.
Бюро авторських прав реєструє бібліографічні описи та факти авторського права всіх зареєстрованих творів. Архіви, які зберігає Бюро авторських прав, є важливим джерелом культурної та історичної спадщини Америки. Картотека авторських прав, що містить майже 45 мільйонів окремих карток, розташована в меморіальному будинку Джеймса Медісона, є покажчиком усіх реєстрацій авторських прав у Сполучених Штатах, починаючи з 1870 до 1977 року. Записи після 1977 року зберігаються в онлайн-базі даних, що містить понад 16 мільйонів записів.
Як сервісний підрозділ Бібліотеки Конгресу США, Бюро авторського права є частиною законодавчої гілки влади і надає Конгресу консультації з питань політики у сфері авторського права. На прохання Конгресу Бюро консультує і допомагає Конгресу в розробці національної та міжнародної політики у сфері авторського права, розробляє законопроєкти і готує технічні дослідження з питань, пов'язаних з авторським правом.
Посібник «Compendium of U.S. Copyright Office Practices» документує практику відомства з авторського права у сфері адміністрування авторського права.
З 20 березня 2020 року набули чинності нові тарифи оплати за послуги Бюро авторських прав. До цього востаннє тарифи оновлювалися у 2014 році. Переглянуті збори збільшилися лише на певні послуги з реєстрації та запису, а також деякі супутні послуги, тоді як інші послуги не зазнали збільшення зборів. У травні 2014 року Відомство знизило деякі збори за подання заявок на продовження строку дії та внесення доповнень, щоб «заохотити подачу більшої кількості заявок на продовження строку дії» і таким чином допомогти поліпшити публічні записи про власників авторських прав. У 2020 році збір за подання заявки на продовження було збільшено, тоді як збір за внесення доповнень залишився незмінним.

### Надання інформаційних послуг населенню
Бюро авторських прав надає публічні інформаційно-довідкові послуги щодо авторських прав і зареєстрованих документів. Громадськість може бути в курсі подій в Бюро авторського права, підписавшись на безкоштовну електронну розсилку U.S. Copyright Office NewsNet, яка періодично сповіщає передплатників про слухання, терміни подання коментарів, нові та запропоновані правила, нові публікації та інші питання, пов'язані з авторським правом, що становлять інтерес.

### Придбання обов'язкових депозитів для Бібліотеки Конгресу
У 1870 році Конгрес прийняв закон, який централізував систему авторського права в Бібліотеці Конгресу. Цей закон вимагав від усіх власників авторських прав на публічно розповсюджувані твори передавати до Бібліотеки по два примірники кожного такого твору, зареєстрованого в Сполучених Штатах, незалежно від того, чи це книга, брошура, карта, друкований твір або музичний твір. Забезпечуючи інформаційні потреби Конгресу, Бібліотека Конгресу стала найбільшою бібліотекою світу і де-факто національною бібліотекою Сполучених Штатів. Це сховище понад 162 мільйонів книг, фотографій, карт, фільмів, документів, звукозаписів, комп'ютерних програм та інших матеріалів зросло значною мірою завдяки роботі системи авторського права, яка забезпечує надходження до Бібліотеки кожного твору, захищеного авторським правом.
29 серпня 2023 року Апеляційний суд округу Колумбія постановив, що Бюро з авторських прав більше не може вимагати копії опублікованих творів згідно зі статтею 407 Закону про авторське право 1976 року, яка раніше дозволяла Бюро вимагати 2 примірники будь-якого твору, опублікованого в США. Суд визнав цю статтю неконституційною відповідно до «takings clause» конституції США. Це не вплинуло на здатність Бюро збирати депозитні матеріали через інші розділи закону про авторське право, а саме через вимогу депозиту, пов'язану з реєстрацією авторського права, або через добровільну передачу копій через Бюро.

### Обов'язки
Бюро консультує зацікавлених власників авторських прав, представників індустрії та бібліотек, асоціацій адвокатів та інших зацікавлених сторін з питань, пов'язаних із законодавством про авторське право.
Через Міжнародний інститут авторського права (International Copyright Institute) Бюро сприяє покращенню захисту авторських прав на творчі твори США за кордоном. Міжнародний інститут авторського права, створений у складі Бюро з авторських прав Конгресом у 1988 році, забезпечує навчання високопосадовців з країн, що розвиваються, та нових індустріальних країн, а також заохочує розробку ефективних законів про інтелектуальну власність та правозастосування закордоном.
На офіційному веб-сайті є інформація про нове законодавство у сфері авторського права та перелік призначених агентів відповідно до Закону про авторське право в цифрову епоху (DMCA) та Закону про обмеження відповідальності за порушення авторських прав в Інтернеті (OCILLA), а також інформація про систему спеціальних арбітрів з авторських прав (Copyright Arbitration Royalty Panel (CARP), яка зараз ліквідується і замінюється Радою з авторських прав (Copyright Royalty Board).